# Arcuphantes delicatus
Arcuphantes delicatus är en spindelart som först beskrevs av Yasunosuke Chikuni 1955.  Arcuphantes delicatus ingår i släktet Arcuphantes och familjen täckvävarspindlar. Inga underarter finns listade i Catalogue of Life.